# Lispe zumpti
Lispe zumpti är en tvåvingeart som beskrevs av Paterson 1953. Lispe zumpti ingår i släktet Lispe och familjen husflugor. Inga underarter finns listade i Catalogue of Life.